# Negureni (Constanța)
Negureni (antiguamente Caranlîc) es una localidad rumana de la comuna de Băneasa, en el condado de Constanța.

## Toponimia
El nombre antiguo del lugar puede encontrarse escrito con las grafías Caranlîc, Karanlîc y Caranlâc. Pasó a llamarse Negureni.

## Historia
Hacia comienzos del siglo XX la localidad, que ya por entonces pertenecía al condado de Constanța, formaba parte, junto con la aldea de Curu-Orman, de la comuna homónima de Caranlîc, que tenía contabilizada una población de 689 habitantes.
En la segunda mitad del siglo XX la localidad había pasado a pertenecer a la comuna de Băneasa. En el censo de 2021 la localidad tenía una población de 583 habitantes.